# Bikonisk antenne
En  bikonisk antenne eller bredbåndsdipol er en bredbåndet radioantenne lavet af to koniske elektrisk ledende objekter, hvis spidser er meget tæt på hinanden.
Bikoniske antenner er bredbåndede dipolantenner, der typisk udviser en båndbredde på tre oktaver eller mere.
En almindelig undertype er en butterfly-antenne, butterfly-dipol, som omtrent er en todimensionel version af det bikoniske design, hvilket ofte anvendes som en kortdistance UHF-fjernsynsmodtagelse.

## Egenskaber
Den bikoniske antenne har stor båndbredde, fordi den opfører sig som en traveling wave-struktur; analysen af en teoretisk uendelig bred antenne ligner en transmissionslinje. For den uendelige brede antenne, vil den karakteristiske impedans i fødepunktet alene være en funktion af de to ens koniske vinkler - og er uafhængig af frekvensen.
Praktiske antenner har en endelig fysisk bredde og en veldefineret resonansfrekvens. En simpel konisk monopolantenne er en metaltrådsapproksimation af en rumlig bikonisk antenne og har en væsentlig øget båndbredde (i forhold til en simpel monopol).

## Anvendelser
Bikoniske antenner bliver ofte anvendt til elektromagnetisk interferens (EMI) testning; enten for testning af radioindstrålingsimmunitet - eller testning af om hvor meget et apparat udsender af radiobølger.